# توم مارشال (كاتب أغاني)
توم مارشال (بالإنجليزية: Tom Marshall)‏ هو كاتب أغاني أمريكي، ولد في 12 نوفمبر 1963.

## وصلات خارجية
- توم مارشال على موقع ميوزك برينز (الإنجليزية)
- توم مارشال على موقع أول ميوزيك (الإنجليزية)
- توم مارشال على موقع ديسكوغز (الإنجليزية)